# Narkomania
Narkomania (gr. narke – odurzenie, mania – szaleństwo) – potoczne określenie odnoszące się do uzależnienia od substancji chemicznych wpływających na czynność mózgu. Narkomania charakteryzuje się:
- tzw. głodem narkotycznym
- przymusem zażywania środków odurzających
- chęcią zdobycia narkotyku za wszelką cenę i wszystkimi sposobami.

W zależności od stosowanego środka uzależniającego zastosowano podział na:
- morfinizm – uzależnienie od zażywania morfiny
- kokainizm – uzależnienie od zażywania kokainy
- heroinizm – uzależnienie od zażywania heroiny
- alkoholizm – uzależnienie od zażywania alkoholu
- nikotynizm – uzależnienie od zażywania nikotyny (zawartej w tytoniu)
- uzależnienie od wziewnych środków odurzających.

Poza wymienionymi powyżej istnieje jeszcze wiele innych określeń, używanych w literaturze przedmiotu.